# Bílý mlýn (Kbelnice)
Bílý mlýn je zaniklý vodní mlýn v obci Kbelnice u Jičína na Díleckém potoce.

## Historie
Bílý mlýn byl postaven roku 1432. Ke mlýnu patřilo hospodářství o 50 korcích polí a luk a ve 20. století byla u mlýna pekárna, kde se pekl chléb. Zpracovával se zde i oves. Mlýn fungoval téměř nepřetržitě až do roku 1937, kdy vyhořel a nebyl již opraven. 

## Legenda
Podle legendy sídlila v Prachovských skalách loupežnická banda, která byla pochytána vojskem. Jejich vůdce však těžce zraněný utekl do skal a rozhodl se prozradit tajemství velkého loupežnického pokladu prvnímu člověku, co půjde kolem. Tím se stal chasník Lojza. Loupežník mu vše prozradil a Lojza se odebral do skalní partie Fortna, kde objevil poklad, za který postavil u Kbelnice Bílý mlýn.